# T. G. Kamala Devi
TG Kamala Devi, nacida como Govindamma (Karvetinagaram, distrito de Chittoor, 29 de diciembre de 1930 - Madrás, Tamil Nadu, 16 de agosto de 2012) fue una actriz de cine, teatro, doblaje y cantante de playback o reproducción en telugú india.
Formó parte de una compañía de teatro y participó interpretando personajes masculinos y femeninos. Su personaje masculino interpretando a Alejandro, fue su punto de referencia. Recibió muchas premiaciones por sus interpretaciones en obras de teatro. Incursionó en el cine y actuó en unas 30 películas, la mayoría de ellas en personajes secundarios.

## Premios
- Nataka Kala Prapoorna fue otorgada a ella por Andhra Pradesh Nataka Academy.

## Filmografía
| Año  | Película          | Idioma | Caracteres |
| ---- | ----------------- | ------ | ---------- |
| 1941 | Dakshayagnam      | Telugu |            |
| 1942 | Bala Nagamma      | Telugu |            |
| 1946 | Mugguru Maratilu  | Telugu |            |
| 1947 | Kanjan            |        |            |
| 1949 | Gunasundari Katha | Telugu |            |
| 1951 | Malliswari        | Telugu | Jalaja     |
| 1952 | Palletooru        | Telugu |            |
| 1954 | Thodu Dongalu     | Telugu |            |
| 1954 | Chakrapani        | Telugu |            |
| 1959 | Illarikam         | Telugu |            |
| 1961 | Velugu Needalu    | Telugu |            |
| 1964 | Bhakta Ramadasu   | Telugu |            |
| 1965 | Bangaru Panjaram  | Telugu |            |
| 1967 | Kanchukota        | Telugu |            |
| 1968 | Asadhyudu         | Telugu |            |
| 1968 | Bangaru Sankellu  | Telugu |            |
| 1969 | Kathanayakudu     | Telugu |            |
| 1970 | Pettandarlu       | Telugu |            |
| 1975 | Abhimanavathi     | Telugu |            |